# Championnats de France de duathlon longue distance
Les championnats de France de duathlon longue distance sont une compétition annuelle décernant les titres individuels masculin et féminin de champion de France sur longue distance. Ils sont organisés par la Fédération française de triathlon (FFTri).

## Histoire
Le duathlon rejoint la Fédération française de triathlon en 1990. Dès 1991 se met en œuvre un championnat de France bâti sur le même principe que celui du triathlon. Il décerne tout d'abord le titre masculin et féminin sur un ensemble d'épreuves courtes et longues distances. Le championnat 1991, se déroule donc sur 10 épreuves de mai à octobre et les premiers champions de France de duathlon toutes distances confondues son Pierre Geffroy et Nicole Vérollet. En 1992, prévue de nouveau pour être attribué sur 10 épreuves, le titre est finalement octroyé sur une seule épreuve à chacune des catégories, courte et longue distance. L'épreuve de Monteux sert également de support qualificatif pour les championnats du monde  qui se déroule cette année-là à Francfort en Allemagne. Les premiers champions de France longue distance sont Dominique Deschamps et Virginie Lafargue.

## Palmarès
| Année | Lieu                    | Hommes                                                | Hommes                                                | Hommes                                                | Femmes                                                | Femmes                                                | Femmes                                                |
| Année | Lieu                    | Médaille d'or                                         | Médaille d'argent                                     | Médaille de bronze                                    | Médaille d'or                                         | Médaille d'argent                                     | Médaille de bronze                                    |
| ----- | ----------------------- | ----------------------------------------------------- | ----------------------------------------------------- | ----------------------------------------------------- | ----------------------------------------------------- | ----------------------------------------------------- | ----------------------------------------------------- |
| 1992  | Monteux                 | Dominique Deschamps                                   | Philippe Lie                                          | Pierre Papet                                          | Virginie Lafargue                                     | Nicole Vérollet                                       | Annette Di Maria                                      |
| 1993  | Sète                    | Philippe Calvarin                                     | Serge Lalanne-Cassou                                  | Dominique Deschamps                                   | Dominique Dubart                                      | Laurence Faure                                        | Anne Rebière                                          |
| 2006  | Cambrai                 | Vincent Aldebert                                      | Damien Favre-Félix                                    | Dominique Duchêne                                     | Aline Choretier                                       | Alexandra Louison                                     | Frédérique Chambelland                                |
| 2007  | Cambrai                 | Damien Favre-Félix                                    | Vincent Aldebert                                      | Nicolas Capoferri                                     | Sylvie Quittot                                        | Alexandra Louison                                     | Audrey Cléau                                          |
| 2008  | Val d'Aran              | Vincent Aldebert                                      | Stéphane Valenti                                      | Nicolas Capoferri                                     | Marion Clignet                                        | Isabelle Ferrer                                       | Sylvie Quittot                                        |
| 2009  | Val d'Aran              | Nicolas Capoferri                                     | Thibaut Humbert                                       | Baptiste Cazaux                                       | Sylvie Quittot                                        | Isabelle Ferrer                                       | Delphine Justafre-Olive                               |
| 2010  | Chaumont                | Anthony Le Duey                                       | Pascal Redo                                           | Pierre Vadam                                          | Nathalie Moreau                                       | Sylvie Quittot                                        | Christiane Klefalef                                   |
| 2011  | Chaumont                | Thibaut Humbert                                       | Anthony Le Duey                                       | Yannick Cadalen                                       | Alexandra Louison                                     | Isabelle Ferrer                                       | Juliane Webert                                        |
| 2012  | Cambrai                 | Yannick Cadalen                                       | David Duquesnoy                                       | Benoît Menestier                                      | Isabelle Ferrer                                       | Stéphanie Reymond                                     | Émilie Jamme                                          |
| 2013  | Cambrai                 | Anthony Le Duey                                       | Yannick Cadalen                                       | Thibaut Humbert                                       | Alexandra Louison                                     | Émilie Jamme                                          | Stéphanie Reymond                                     |
| 2014  | Cambrai                 | Gaël Le Bellec                                        | Yannick Cadalen                                       | Anthony Le Duey                                       | Isabelle Ferrer                                       | Pauline Damiens                                       | Émilie Jamme                                          |
| 2015  | Cambrai                 | Robin Moussel                                         | Sébastien Stalder                                     | Sébastien Hansen                                      | Isabelle Ferrer                                       | Julie Le Colleter                                     | Pauline Damiens                                       |
| 2016  | Bois-le-Roi             | Robin Moussel                                         | Thibaut Le Cras                                       | Alex D’Oria                                           | Céline Bousrez                                        | Anaïs Robin                                           | Alice Meigne                                          |
| 2017  | Verruyes                | Nicolas Baroux                                        | Ludovic Lemaréchal                                    | Frédéric Lureau                                       | Céline Bousrez                                        | Julie Giacomelli                                      | Sylvie Quittot                                        |
| 2018  | Douai                   | Tom Lecomte                                           | Sébastien Hansen                                      | Alex D’Oria                                           | Céline Bousrez                                        | Anaïs Robin                                           | Inès Van der Linden                                   |
| 2019  | Villereversure          | Victor Henry                                          | Corentin Le Roy                                       | Jérôme Blanc                                          | Inès Van der Linden                                   | Diane Cutillas                                        | Adelaïde Girardot                                     |
| 2020  | Douai                   | Championnat annulé pour cause de pandémie de Covid-19 | Championnat annulé pour cause de pandémie de Covid-19 | Championnat annulé pour cause de pandémie de Covid-19 | Championnat annulé pour cause de pandémie de Covid-19 | Championnat annulé pour cause de pandémie de Covid-19 | Championnat annulé pour cause de pandémie de Covid-19 |
| 2021  | Douai                   | Yann Guyot                                            | Florent Lefebvre                                      | Lucas Gehin                                           | Camilla Zaninetti                                     | Marion Sicot                                          | Chloé Duquesne                                        |
| 2022  | Brive-la-Gaillarde      | Maël Alric                                            | Marc Fernandes                                        | Victor Henry                                          | Camilla Zaninetti                                     | Pauline Nouzille                                      | Diane Tonel                                           |
| 2023  | La Salvetat -sur-Agout, | Matthieu Bourgeois                                    | Valentin Tortelier                                    | Gaël Dureuil                                          | Fiona Cornet                                          | Pauline Nouzille                                      | Émeline Azam                                          |
| 2024  | Pontivy                 | Baptiste Domanico                                     | Yannick Cadalen                                       | Léo Starck                                            | Fiona Cornet                                          | Élodie Chaiffre                                       | Éliane Bugeaud                                        |